# Ясеница-Сольная
Ясеница-Сольная (укр. Ясениця-Сільна) — село в Бориславской городской общине Дрогобычского района Львовской области Украины.
Население по переписи 2020 года составляло 1355 человек. Занимает площадь 42,3 км². Почтовый индекс — 42300. Телефонный код — 3244.